# Pachycerina crinicornis
Pachycerina crinicornis är en tvåvingeart som först beskrevs av Thomson 1869.  Pachycerina crinicornis ingår i släktet Pachycerina och familjen lövflugor.
Artens utbredningsområde är Mauritius. Inga underarter finns listade i Catalogue of Life.